# Paul Creston
Paul Creston (New York, 10 oktober 1906 – San Diego, Californië, 24 augustus 1985) was een Amerikaanse pianist en componist.

## Levensloop
Giuseppe Guttoveggio, beter bekend als Paul Creston, werd als zoon van Siciliaanse immigranten in New York geboren. Als kind reisde hij met zijn moeder naar Sicilië, waar de gezangen van de boeren en de landelijke bevolking zijn liefde voor de muziek ontstaken. Terug in de Verenigde Staten van Amerika deed hij het verzoek aan zijn ouders om muziekles te krijgen. Maar het bleek dat hij het in korte tijd beter kon dan zijn leraren. In zijn 14e levensjaar componeerde hij zijn eerste werken.
Zijn hoop op een carrière als musicus mislukte, omdat hij de school moest afbreken om de familie te steunen. Hij kreeg een baan als boodschapper, later als medewerker in een bank en daarna werd het een baan bij een verzekeringsmaatschappij. Maar de muziek liet hem niet los, en hij componeerde in zijn vrije tijd en speelde piano tot in de nacht.
Zijn eerste baan als musicus kreeg hij 1926 als organist in een bioscoop voor de begeleiding van stomme films. Later werd hij organist van de Saint Malachy Church in New York, een functie die hij 33 jaar uitoefende. In zijn 34e levensjaar kreeg hij een baan als leraar voor piano en compositie aan de Cummington School of Art in Massachusetts. Aan deze school werd hij Cress genoemd. Deze naam verlengde hij tot Creston en zette de naam Paul ervoor. In 1944 liet hij zijn naam officieel veranderen en zo was zijn nieuwe naam geboren. Vier jaar later werd hij muzikaal leider van het ABC-programma Hour of Faith. Van toen af componeerde hij veel voor de radio en de televisie.
De jaren vijftig waren een bijzonder goede periode voor de componist, waarin meer dan dertig nieuwe werken op het podium uitgevoerd werden. Zijn muziek werd internationaal bekend, en Creston werd in het buitenland, samen met Gershwin, Barber en Harris als een van de grote Amerikaanse musici gevierd.
Ook in de Verenigde Staten werd hij gewaardeerd en hij was van 1956 tot en met 1960 president van de Vereniging van Amerikaanse componisten en dirigenten. In de jaren zestig werd zijn muziek langzamerhand door de experimentele werken van de jonge avant-gardecomponisten naar de achtergrond gedrukt.
Creston was teleurgesteld over de ontwikkelingen in de muziekgeschiedenis, maar hij componeerde verder.

## Composities

### Werken voor orkest
- 1938 Threnody Op. 16
- 1938 Two Choric Dances Op. 17B
- 1940 Symphony No. 1 Op. 20
- 1940 Concertino for Marimba and Orchestra Op. 21
- 1941 Concerto for Saxophone and Orchestra Op. 26
- 1941 Prelude and Dance Op. 25
- 1941 A Rumor Op. 27
- 1941 Pastorale and Tarantella Op. 28
- 1941-1942 Dance Variations Op. 30 voor coloratuursopraan en orkest
- 1942 Fantasy Op. 32
- 1943 Chant of 1942 Op. 33, for orchestra
- 1943 Frontiers Op. 34
- 1944 Symphony No. 2 Op. 35
- 1945 Poem Op. 39
- 1947 Fantasy Op. 42 voor trombone en orkest
- 1950 Symphony No. 3 Op. 48 ("Drie mysteries")
- 1951 Symphony No. 4 Op. 52
- 1953 Invocation and Dance Op. 58
- 1953 Toccata Op. 68
- 1954 Dance Overture Op. 62
- 1959 Janus Op. 77
- 1963 Corinthians XIII Op. 82 (Tone Poem)
- 1964 Metamorphoses
- 1965 Choreographic Suite Op. 86b
- 1965-1966 Introit Op. 87 (Hommage à Pierre Monteux)
- 1966 Pavanne Variations Op. 86
- 1966 Chthonic Ode Op. 90 (Homage to Henry Moore) voor groot orkest met eufonium, celesta en piano
- 1981 Sadhana Op. 117 for Violoncello and Orchestra
- 1982 Symphony No. 6 Op. 118 – "Organ Symphony" for Organ and Orchestra
- Concerto for Piano and Orchestra Op. 43
- Evening in Texas
- Homage Op. 41 for Strings
- Kangaroo Kaper
- Nocturne Op. 83 – for Lyric Soprano or Tenor and 11 Instruments
- Rumba – Tarantella
- Sunrise in Puerto Rico

### Werken voor harmonieorkest
- 1940 Concertino for Marimbaphon and Band opus 21b
- 1942 Legend opus 31
- 1944 Concerto for Alto-Saxophone Op. 26
- 1946 Zanoni opus 40 for Symphonic Band
- 1947 Fantasy Op. 42 for Trombone and Concert Band
- 1954 Celebration Overture opus 61
- 1959 Prelude and Dance opus 76
- 1967 Anatolia – Turkish Rhapsody opus 93
- 1972 Calamus Op. 104 voor gemengd koor, 4 trompetten, 2 hoorns, 3 trombones, eufonium, tuba, pauken en percussie
- 1981 Festive Overture
- Kalevala Op. 95, Fantasy on Finnish Folk Songs for Band
- Liberty Song '76 Op. 107 for mixed Choir and Concert Band

### Missen en geestelijke muziek
- 1945 Psalm XXIII Op. 37 voor sopraansolo, gemengd koor en orkest
- Missa Solemnis Op. 44 voor gemengd koor of mannenkoor en orkest

### Muziektheater

#### Balletten
- 1938 Two Choric Dances – "Time Out of Mind" Op. 17A Ballet

### Werken voor koor
- Here Is Thy Footstool voor gemengd a-capellakoor

### Kamermuziek
- 1945 Sonata Op. 19 voor altsaxofoon en piano

### Werken voor percussie
- Ceremonial Op. 103 for 7 percussionists and piano

### Geschriften en boeken
- 1964 Principles of Rhythm. New York
- 1970 Creative Harmony. New York
- 1979 Rational Metric Notation.